# Linia kolejowa Jarmolińce – Husiatyn
Linia kolejowa Jarmolińce – Husiatyn – linia kolejowa na Ukrainie łącząca stację Jarmolińce ze stacją Husiatyn. Zarządzana jest przez dyrekcję żmeryńską Kolei Południowo-Zachodniej (oddział ukraińskich kolei państwowych).
Znajduje się w obwodach chmielnickim i tarnopolskim. Linia na całej długości jest jednotorowa i niezelektryfikowana.

## Historia
Linia powstała podczas I wojny światowej jako przedłużenie Galicyjskiej Kolei Transwersalnej na tereny Rosji. Po wojnie leżała w Związku Sowieckim. Od 1991 znajduje się na Ukrainie.